# Fleksografia

Schemat zespołu fleksograficznego:
1. cylinder rastrowy
2. cylinder formowy
3. cylinder dociskowy
na czerwono: kałamarz farbowy (wanna farbowa) oraz rakiel

Fleksografia, fleksodruk (z gr. flekso, giętki) – technika druku wypukłego elastycznymi formami drukowymi i ciekłymi farbami szybkoschnącymi.
Charakterystyczną cechą fleksografii jest występowanie elastycznej, wypukłej formy drukowej wykonanej zazwyczaj z polimeru, rzadziej z gumy. Dzięki temu technika ta stosowana może być w przypadkach, kiedy podłoże nie jest idealnie równe. Technika ta jest najbardziej uniwersalną techniką druku, jeśli chodzi o możliwości zadruku różnych podłoży.

## Historia
- 1853 – umowny początek fleksografii, gdy w Stanach Zjednoczonych wykonano pierwszą elastyczną płytę do maszyny rotacyjnej. W początkach istnienia fleksografię nazywano drukiem anilinowym, gdyż stosowano farby z barwników anilinowych, obecnie uważanych za nietrwałe i brudzące.
- lata 60. XIX wieku – uruchomienie produkcji syntetycznych barwników anilinowych przez firmę BASF
- 1890 – powstanie pierwszych maszyn do druku anilinowego farbami alkoholowymi
- 1938 – opracowanie technologii produkcji farb wodorozcieńczalnych do druku fleksograficznego. W tym samym roku opatentowano wałek rastrowy (zwany też wałkiem aniloksowym) do przekazywania farby. W kolejnych latach udoskonalono powłokę wałka (obecnie ceramiczna) i geometrię kałamarzyków.
- 1951 – ogłoszenie konkursu na nową nazwę dla druku anilinowego przez firmę Mosstype Corporation. W końcu 1952 roku przyjęto nazwę flexography.
- 1972 – wprowadzenie fotopolimerowych form drukowych
- 1986 – wprowadzenie technologii tulei formowych
- 1996 – wprowadzenie CtP do produkcji form drukowych

## Podział
Maszyny fleksograficzne można podzielić:
- ze względu na rodzaj farby:
  - fleksografia rozpuszczalnikowa;
  - fleksografia wodna;
  - fleksografia fotoutwardzalna (ultrafioletem);
  - fleksografia elektronoutwardzalna;

- ze względu na lokalizację cylindra dociskowego:
  - z cylindrem centralnym, zwane też CI (ang. common impression);
  - wielocylindrowe:
    - szeregowe,
    - wieżowce,

- ze względu na kształt podłoża drukowego:
  - zwojowe (dominujący rodzaj):
    - ze zwoju na zwój,
    - ze zwoju na arkusz,

  - arkuszowe.

Maszyny zwojowe dzieli się ze względu na szerokość wstęgi:
- wąskowstęgowe, czyli maszyny małoformatowe do druku do szerokości do 330 mm;
- średniowstęgowe, czyli maszyny średnioformatowe, których typowa szerokość druku wynosi 330–680 mm;
- szerokowstęgowe, czyli maszyny wielkoformatowe drukujące od szerokości 1000 mm.

## Przygotowanie formy drukowej
Historycznie fleksograficzna forma drukowa była wykonywana z gumy naturalnej, następnie z kauczuku nitrylowego i butylowego a obecnie najpowszechniej stosuje się fotopolimer. Kolejne materiały posiadały coraz większą odporność na różne rozpuszczalniki, dzięki temu można było modyfikować rodzaj rozpuszczalników występujących w farbie fleksograficznej. Dość skomplikowanym procesem jest przygotowalnia fleksograficzna, zarówno w fazie DTP, jak i przy wykonywaniu form drukowych. W fazie projektowania uwzględnić należy zjawisko rozciągnięcia formy nałożonej na wałek. Jest ono spowodowane tym, że forma jest elastyczna i posiada określoną grubość. Po umieszczeniu takiej formy na cylindrze formowym wierzchnia jej warstwa ulega rozciągnięciu i, co za tym idzie, następuje zniekształcenie obrazu. Aby uniknąć tego zjawiska, w fazie przygotowania należy odpowiednio skrócić rysunek w jednym kierunku.
Programy komputerowe przygotowujące klisze do naświetlania polimerów uwzględniają poprawki kształtu, a także zmieniają obszary kolorów, tak by na granicy kolorów nie występowały „dziury”, spowodowane niedokładnym przeniesieniem różnych kolorów na podłoże.
Zastosowanie polimerów utwardzanych ultrafioletem, graficznych programów komputerowych oraz drukarek laserowych do przygotowania matrycy do naświetlania sprawiło, że technika fleksografii jest jedną z najtańszych w przygotowaniu technik drukarskich.

## Perspektywy rozwoju
Farby stosowane we fleksografii charakteryzują się dobrym przyleganiem i możliwością bardzo szybkiego odparowania, w przypadku fleksografii z drukiem farbami rozpuszczalnikowymi, lub szybkiego utrwalania promieniami UV, w przypadku fleksografii z drukiem farbami utrwalanymi UV. Dlatego też dużo lepiej niż przy innych technikach udają się druki na podłożach nienasiąkliwych, na przykład foliach z tworzyw sztucznych, przez co fleksografia ma olbrzymi udział w poligrafii branży opakowaniowej.
Współczesne maszyny fleksograficzne drukują z rozdzielczością zbliżoną do offsetu, z grubością nałożenia farby zbliżającą się do sitodruku. Często zaopatrzone są w zespoły lakierujące, niekiedy posiadają możliwość uszlachetnienia druku cold stampingiem i wykonywania wykrawania wykrojnikami rotacyjnymi: czyli cały proces druku i obróbki po druku jest możliwy w linii (on-line).
Maszyny fleksograficzne bywają doposażone w sita rotacyjne, czyli wspomaganie dodatkową techniką druku: sitodrukiem. Pozwala on na grubsze nałożenie farby niż technika fleksograficzna, chociaż prace nad wałkami rastrowymi sprawiają, że w tej drugiej przenoszone są coraz grubsze warstwy farby. Maszyny drukujące w technice offsetowej bywają doposażane we fleksograficzne wieże lakierujące (tzn. z wałkiem rastrowym) dla aplikacji lakieru dyspersyjnego w jednym procesie druku (on-line).
Wszystkie te cechy sprawiają, że fleksografia jest bardzo dynamicznie rozwijającą się techniką druku.